# Амад Діалло
Амад Траоре (фр. Amad Traoré; 11 липня 2002, Абіджан, Кот-д'Івуар) — івуарійський футболіст, півзахисник англійського клубу «Манчестер Юнайтед» та збірної Кот-д'Івуару.

## Клубна кар'єра
Вихованець італійської «Аталанти». Дебютував за дорослу команду у 17-річному віці 27 жовтня 2019 року в матчі Серії A проти «Удінезе» (7:1). Забивши гол у цьому матчі став першим гравцем 2002 року народження, який забив гол у вищому дивізіоні чемпіонату Італії.
7 січня 2021 приєднався до складу англійського «Манчестер Юнайтед», підписавши п'ятирічний контракт з функцією продовження на рік.
11 березня того ж року, в матчі Ліги Європи проти «Мілана», Амад Траоре забив свій перший гол в складі першої команди МЮ.
У січні 2022-го Амад Діалло на правах оренди перейшов до «Рейнджерс» і став з командою володарем Кубка Шотландії та фіналістом Ліги Європи.
16 січня 2025 року Амад відзначився хет-триком у матчі «Манчестер Юнайтед» проти «Саутгемптона».

## Кар'єра у збірній
26 березня 2021 року Діалло дебютував за збірну Кот-д'Івуару в матчі відбіркового турніру до Кубка африканських націй 2021 року проти збірної Нігеру (3:0), вийшовши на заміну на 86-й хвилині замість Ніколя Пепе. 5 червня 2021 року, у своєму другому матчі, Діалло забив свій перший гол за збірну у товариському матчі проти Буркіна-Фасо, виконавши штрафний удар на 97-й хвилині, завдяки чому його команда перемогти вдома з рахунком 2:1.
3 липня 2021 року Діалло був включений до складу олімпійської збірної Кот-д'Івуару на літніх Олімпійських іграх 2020 року. Загалом він зіграв у всіх чотирьох іграх своєї команди на турнірі, а івуарійці вилетіли на стадії чвертьфіналу.

## Титули і досягнення
- Володар Кубка Шотландії (1):

«Рейнджерс»: 2021–22
- Володар Кубка Англії (1):

«Манчестер Юнайтед»: 2023–24

## Особисте життя
Діалло мусульманин. Старший брат, Хамед Траоре, також футболіст.
11 липня 2020 року, у свій 18-й день народження, Амад поміняв ім'я своєї сторінки в Instagram з Amad Traoré на Amad Diallo з коментарем: "Не називайте мене більше Траоре". У вересні 2020 року офіційно змінив ім'я на Амад Діалло . У грудні 2020 року отримав італійський паспорт.